# Paul Wagner
Paul Wagner, född 7 mars 1843 i Liebenau vid Nienburg/Weser, död 25 augusti 1930 i Darmstadt, var en tysk agrikulturkemist.
Wagner blev filosofie doktor 1868 och docent i agrikulturkemi i Göttingen 1870, föreståndare för lantbruksförsöksanstalten i Darmstadt 1872, professor 1881 och geheimehovråd. Genom de i Beiträge zur Begründung und Ausführung einer exakten Methode der Düngungsversuche (1880) framställda fordringarna på tillförlitliga gödslingsförsöks anordning införde han de senare för dessa försök allmänt godtagna reglerna ("exakta gödslingsförsök"). Hans arbeten över konstgjorda gödningsmedel bidrog också kraftigt till utredning av dessa hjälpmedels ändamålsenliga användning och inbördes värdeförhållanden. 
Wagners stora auktoritet som åkerbrukskemist led emellertid betydligt avbräck genom 1911 publicerade och ej vederlagda beskyllningar för godtyckliga justeringar av analysresultat, som han lagt till grund för sina uttalanden (Franz von Soxhlet, "Gefälschte Düngungsversuche und anderes", 1911), men även om tilltron till honom som forskare härigenom rubbades, fick de av honom införda förbättringarna i försökstekniken bestående giltighet.